# فرانسوا مولان
فرانسوا مولان (بالفرنسية: François Moulin)‏ هو صحفي وكاتب فرنسي، ولد في 8 أغسطس 1959 في باريس في فرنسا، وتوفي في 12 أغسطس 2012.